# Санта-Марія-ді-Сала
Санта-Марія-ді-Сала (італ. Santa Maria di Sala, вен. Santa Maria de Sała) — муніципалітет в Італії, у регіоні Венето, метрополійне місто Венеція.
Санта-Марія-ді-Сала розташована на відстані близько 410 км на північ від Рима, 25 км на захід від Венеції.
Населення — 17 632 особи (2014).

## Демографія
Населення за роками:

Станом на 1 січня 2023 року в муніципалітеті офіційно проживало 1146 іноземців з 61 країни, серед них 548 громадян країн Євросоюзу та 17 громадян України.

## Сусідні муніципалітети
- Боргорикко
- Массанцаго
- Мірано
- Ноале
- П'яніга
- Вілланова-ді-Кампозамп'єро